# 3994 Ayashi
3994 Ayashi (1988 XF) là một tiểu hành tinh vành đai chính được phát hiện ngày 2 tháng 12 năm 1988 bởi Koishikawa, M. ở Sendai.